# Universidad Adam Mickiewicz de Poznań

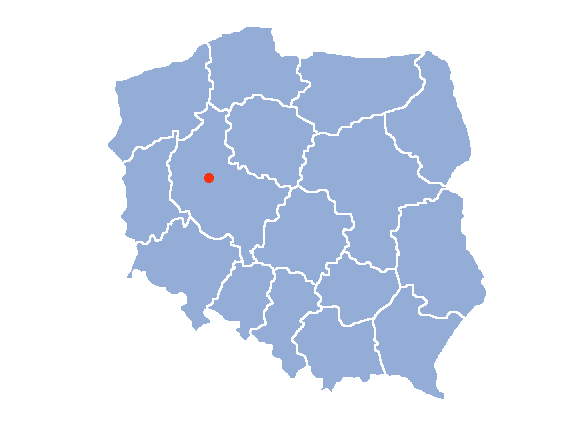
Poznań en Polonia

La Universidad Adam Mickiewicz de Poznań (en polaco: Uniwersytet im. Adama Mickiewicza w Poznaniu) es una de las mayores universidades polacas, abrió sus puertas el 7 de mayo de 1919 en Poznan. Recibe el nombre en honor del poeta polaco Adam Mickiewicz.

## Historia
La Universidad abrió sus puertas el 7 de mayo de 1919. Durante los primeros 20 años educaba a estudiantes en derecho, economía, medicina, humanidad, matemáticas, ciencias naturales, agricultura y silvicultura.
Desde el momento de su fundación muchos eruditos distinguidos de todo el mundo así como muchas personalidades excepcionales de la política y las bellas artes han recibido el grado de "doctor Honoris Causa" de la universidad. Entre los que deben ser mencionados a este respecto son: Józef Piłsudski,  Ferdinand Foch, Maria Skłodowska-Curie, Ignacy Paderewski, Witold Hensel.
El 7 de mayo de 1919, fecha que marcaba 400º aniversario de la fundación de la Academia Lubrański, tuvo lugar la ceremonia de inauguración. 
En 1920 el famoso sociólogo Florian Znaniecki fundó el primer departamento polaco de sociología en la  universidad. Este fue uno de los primeros departamentos de este tipo en Europa.

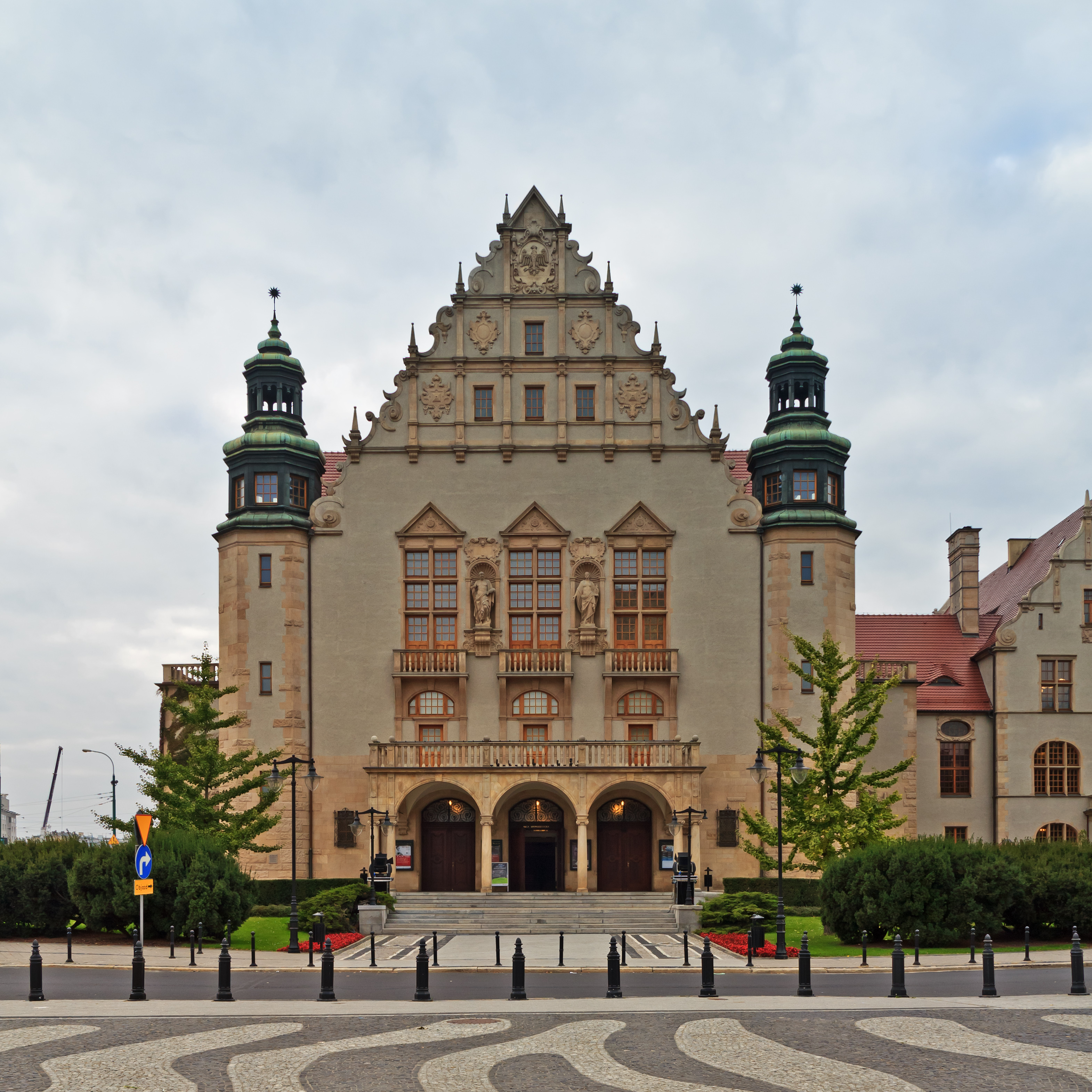
Aula de la UAM.

La universidad fue cerrada por los nazis en 1939, y abrió de nuevo como universidad alemana en 1941, lo cual duró hasta 1944. La universidad polaca no fue abierta de nuevo, y en unas dimensiones mucho menores, hasta después del final de la Segunda Guerra Mundial. Hasta 1955 oficialmente fue nombrada como Uniwersytet Poznański (Universidad de Poznan). Sin embargo, desde ese año la universidad se ha nombrado en honor de Adam Mickiewicz, un poeta romántico polaco de la primera mitad del siglo XIX. Según la reforma de 1950, la Facultad de Medicina con la sección de Odontología y la Facultad de Farmacia de la universidad de Poznan fueron separadas para constituir una escuela independiente, la "Universidad de Poznan de Ciencias Médicas".
Entre sus más famosos graduados se encuentran los matemáticos quienes concibieron la Enigma machine:  Marian Rejewski, Henryk Zygalski, y Jerzy Różycki.
Mientras que muchos edificios de la Universidad de Poznan todavía siguen dispersos en áreas cerca del centro de la ciudad en los barrios más antiguos, toda la estructura se está trasladando al campus en Morasko. Con fecha 2012, las facultades de física, biología, matemáticas y ciencias de la informática, química, geografía y geología, así como ciencias políticas y periodismo han cambiado ya a la nueva localización.

## Autoridades
- Rector: Prof. Stanisław Lorenc
- Vice-Rector para la Investigación y para las Relaciones Internacionales: Prof. Bronisław Marciniak
- Vice-Rector para los Asuntos de los Estudiantes: Prof. Kazimierz Przyszczypkowski
- Vice-Rector para lods Programas de Doctorado y Promoción de la  Universidad: Prof. Bogdan Walczak
- Vice-Rector para la Plantilla Académica y el Desarrollo de la  Universidad: Prof. Bogusław Mróz
- Vice-Rector para los Programas de Enseñanza: Prof. Janusz Wiśniewski
- Director de Administración: Stanisław Wachowiak, M.A.

## Plantilla

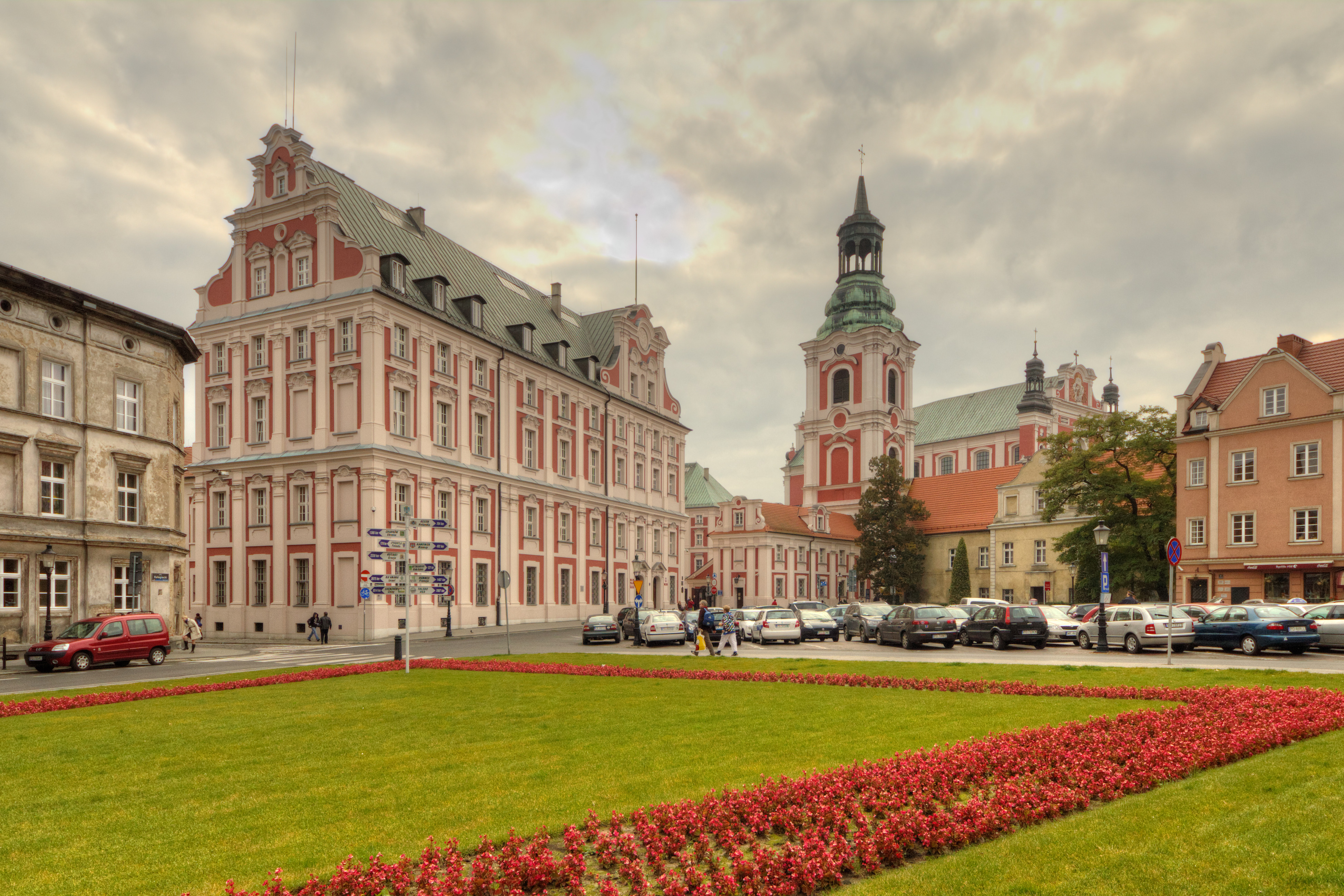
Colegio de los Jesuitas.

- Profesores: 681
- Doctores habilitados: 86
- Lectores Senior: 396
- Profesores (total): 1 495
- Plantilla Total: 2 658

## Número de estudiantes
- Estudiantes diarios: 26 494
- Estudios por la mañana: 874
- Estudios Extra-muros: 20 921
- Estudios Externos: 749
- Estudios de Doctorado: 1 164
- Total: 49 038

## Niveles de estudio que ofrece la Levels institución
- Licenciado (B.A. o B.Sc.)
- Máster de Artes (M.A.) y Máster de Ciencias (M.Sc.)
- Avanzado/estudios de postgraduado
- Doctorado
- Superior/posdoctorado (habilitatus)

## Diplomas y grados
- Licenciado
- M.A.
- Dr.
- Dr. Habil.

## Cooperaciones Internacionales
- Christian-Albrechts-Universität zu Kiel – Alemania
- Otto-Friedrich-Universität Bamberg – Alemania
- Universität Wien, Viena – Austria
- Universidad Masaryk, Brno – República Checa
- Université Libre de Bruxelles – Bélgica
- Université de Rennes 2 – Francia
- Universidad Complutense de Madrid – España
- Indiana University of Pennsylvania, Indiana – EE. UU.
- Universidad de Cornell Ithaca, (NY) – EE. UU.
- Università degli Studi di Udine – Italia
- Escola Superior de Hotelaria e Turismo do Estoril - Portugal (www.eshte.pt)
- Universidad Sabanci, Estambul - Turquía (www.sabanciuniv.edu)
- Universidad de aveiro - Portugal (www.ua.pt)
- Universidad Agder - Noruega

## Facultades
- Facultad de inglés
- Facultad de Biología
- Facultad de Química
- Facultad de Estudios de la Educación
- Facultad de Geografía y Geología
- Facultad de Historia
- Facultad de Derecho y Administración
- Facultad de Matemáticas y Ciencias de la computación
- Facultad de Lenguas modernas y Literatura
- Facultad de Física
- Facultad de Estudios Polacos y Filología Clásica
- Facultad de Ciencias Políticas y Periodismo
- Facultad de Ciencias Sociales
- Facultad de Teología
- Facultad de Pedagogía y Bellas Artes en Kalisz